# Dachetola
Dachetola is een geslacht van vlinders uit de familie van de prachtvlinders (Riodinidae), onderfamilie Riodininae.
Dachetola werd in 2001 voor het eerst wetenschappelijk beschreven door Hall.

## Soorten
Dachetola omvat de volgende soorten:
- Dachetola azora (Godart, 1824)
- Dachetola caligata (Stichel, 1911)
- Dachetola pione (Bates, H, 1868)
- Dachetola virido (Lathy, 1958)